# Liar Liar
Liar Liar är en amerikansk komedi från 1997 i regi av Tom Shadyac med Jim Carrey i huvudrollen som Fletcher Reede. Filmen hade Sverigepremiär den 18 juli 1997.

## Handling
Fletcher Reede ljuger vanemässigt för sin lille son Max, så Max önskar på sin födelsedag att Fletcher inte ska kunna ljuga på exakt ett dygn. Denna önskan slår in och för Fletcher, som är en framgångsrik advokat, kommer det väldigt olämpligt, särskilt som han ska försvara en otrogen hustru vid en rättegång.

## Om filmen
Filmen är inspelad i Pasadena, South Pasadena och Los Angeles i Kalifornien.

## Rollista (i urval)
- Jim Carrey - Fletcher Reede
- Maura Tierney - Audrey Reede
- Justin Cooper - Max Reede
- Cary Elwes - Jerry
- Jennifer Tilly - Samantha Cole
- Amanda Donohoe - Miranda
- Swoosie Kurtz - Dana Appleton
- Jason Bernard - Judge Marshall Stevens
- Anne Haney - Greta
- Mitchell Ryan - Mr. Allan
- Christopher Mayer - Kenneth Falk
- Krista Allen - Kvinnan i hissen
- Randall "Tex" Cobb - Skull
- Eric Sharp - Sharpo the Clown